# Suchohrdly u Miroslavi
Suchohrdly u Miroslavi település Csehországban, a Znojmói járásban. Suchohrdly u Miroslavi Jiřice u Miroslavi, Damnice, Miroslav, Miroslavské Knínice, Našiměřice és Trnové Pole településekkel határos. Lakosainak száma 513 fő (2024. január 1.).

## Népesség
A település lakosságának változását az alábbi diagram mutatja:
| Lakosok száma | 473  | 552  | 649  | 570  | 467  | 464  | 487  | 487  | 486  | 513  |
|               | 1869 | 1900 | 1921 | 1961 | 1980 | 2011 | 2016 | 2019 | 2021 | 2024 |